# Caracal caracal
Il caracal (AFI: /karaˈkal/; Caracal caracal, Schreber, 1776) è un felide di media grandezza, diffuso in gran parte dell'Africa e del Vicino Oriente, fino all'area ad oriente del Mar Caspio e all'area nord-occidentale del subcontinente indiano.
È caratterizzato da una corporatura robusta, zampe lunghe, muso corto, lunghe orecchie a ciuffo e lunghi canini. Il suo mantello è uniformemente rossiccio o sabbioso, mentre le parti ventrali sono più chiare con piccole macchie rossastre. Raggiunge i 40–50 cm di altezza alla spalla e pesa 8–19 kg. Fu descritto scientificamente per la prima volta dal naturalista tedesco Johann Christian Daniel von Schreber nel 1776.

## Etimologia
Il nome caracal fu proposto da Georges Buffon nel 1761 in riferimento al termine karrah-kulak (o kara-coulac) con cui veniva indicato l'animale in lingua turca e che significa "gatto dalle orecchie nere". Nel Nord dell'India e del Pakistan, il caracal è conosciuto con il nome syahgosh (स्याहगोष / سیاه گوش) o shyahgosh, termine persiano che significa "dalle orecchie nere". In afrikaans si chiama rooikat, "gatto rosso". Il caracal è anche chiamato ''lince del deserto'', seppure sia più piccolo e snello rispetto alla lince.

## Descrizione
I caracal maschi misurano in lunghezza dalla testa al corpo 78–108 cm, hanno code lunghe 21–34 cm e un peso compreso tra 7,2 e 19 kg. La lunghezza dalla testa al corpo delle femmine è invece di 71–102,9 cm con una coda di 18–31,5 cm e il loro peso è compreso tra 7 e 15,9 kg.
Il caracal è un animale robusto, abbastanza basso sulle zampe, con una coda relativamente lunga per un animale imparentato con le linci delle regioni fredde-temperate.
La testa, piccola, porta orecchie molto lunghe, appuntite e che terminano con pennelli di peli neri lunghi fino a 8 cm (al colore di questi pennelli è dovuto anche il suo nome).
È più scuro sul dorso che sui fianchi. Il ventre, il petto, e l'interno delle membra sono di colore grigio chiaro, quasi bianco, a volte picchiettato di punti rossastri o bruni. Sulla testa, il caracal è segnato da due strisce scure sotto gli occhi e da una macchia scura che circonda il muso. Come quasi tutti i felidi, il caracal è dicromatico, cioè esiste sotto due varietà: grigio o rosso-bruno.
Nel 1970, due piccoli sono stati presi insieme in una grotta, nel Sud della Nigeria. Uno era grigio scuro, l'altro bruno. Questi piccoli caracal sono stati allevati nello zoo d'Ibadan. Nella Karamoja, in Uganda, sono stati catturati dei caracal del tutto neri. Come le linci, il caracal ha occhi con pupille circolari, che si contraggono in forma di punti rotondi. Il cranio è arrotondato e il secondo premolare superiore manca. Questo solo dettaglio permette di distinguere il cranio del caracal da quello del serval (gattopardo) che gli somiglia del tutto.

## Sottospecie

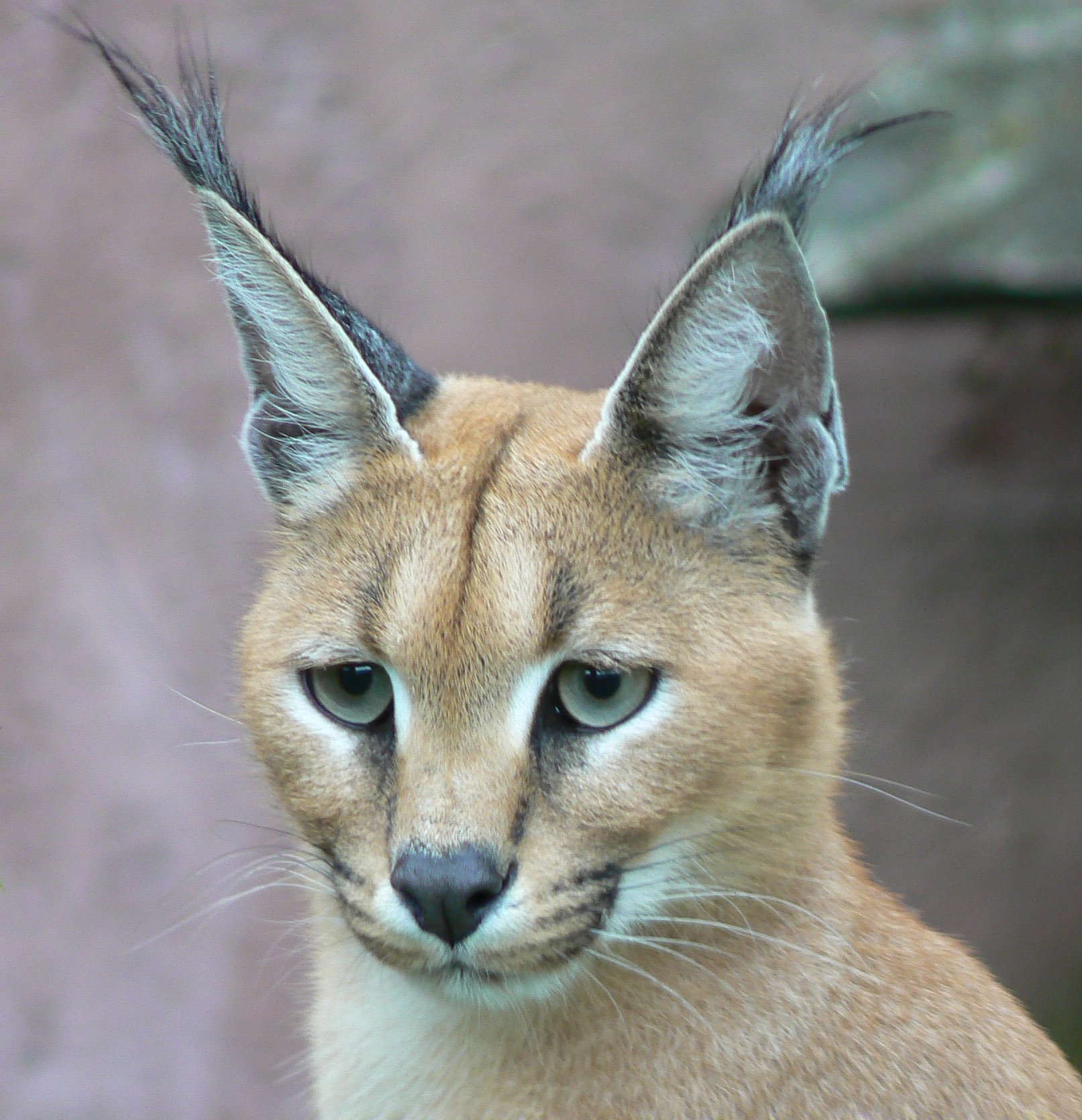

Nel XIX e XX secolo diversi esemplari di caracal furono descritti e proposti come sottospecie . Dal 2017 sono riconosciute valide tre sottospecie:
- Caracal meridionale (C. c. Caracal) (Schreber, 1776) - diffuso in Africa meridionale e orientale;
- Caracal settentrionale (C. c. nubicus) (Fischer, 1829) – diffuso in Africa settentrionale e occidentale;[10]
- Caracal asiatico (C. c. Schmitzi) (Matschie, 1912) – diffuso in Medio Oriente, Asia centrale e subcontinente indiano.[11]

## Distribuzione geografica
La distribuzione geografica del caracal copre l'Africa e una parte dell'Asia. Lo si trova in Turkmenistan (deserto del Karakum), nel Turkestan, nel Pakistan, nell'Afghanistan, in Iran, Iraq, India e, secondo Prakash (1960), non è raro nel Rajasthan. È presente anche in parecchie regioni dell'Arabia Saudita, così come nelle zone molto secche dell'Africa. Hufnagel ha scritto nel 1972 che non è raro in Libia. Il caracal abita inoltre l'Asia minore, l'Anatolia, in particolare le regioni mediterranee di Antalya, Alanya, Adana e Fethiye, dove un esemplare è stato catturato nel 1957. A sud del Sahara, questo felide si trova in Somalia, dove è piuttosto comune. U. Funaioli e A. M. Simonetta (1966) asseriscono che gli indigeni lo cacciano pochissimo a causa dello scarso valore commerciale della pelle.
È molto raro nella Repubblica Centrafricana, ma lo si trova nel Ciad, nel Tibesti e nel Nord del Camerun. La sua presenza nel Gabon non è confermata. A. Dupuy l'ha segnalato nel 1969 nel parco nazionale di Niokolo-Koba, nel Senegal orientale.
In Africa del Sud, il caracal abbonda nel Botswana e nel distretto di Gobabis, nel Sud-ovest africano. Lo si trova ugualmente in Angola, nel Medio Congo, nel Sudan, così come nel Sud della Mauritania e nell'Aïr.

## Habitat

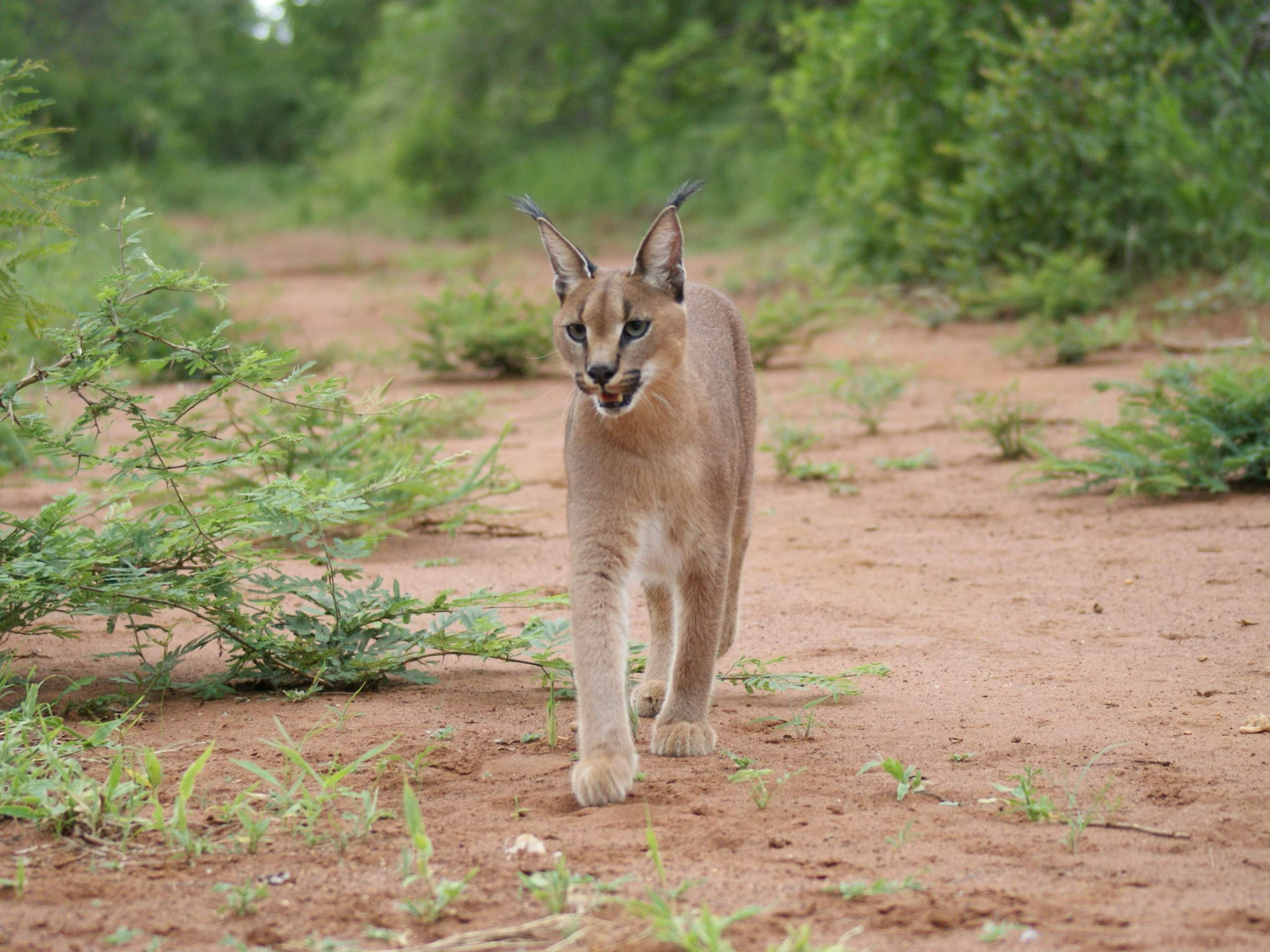

Il caracal ama le regioni secche, aride e semi-desertiche. Preferisce i terreni scoperti ai luoghi boscosi, ma talvolta anche umidi. In India lo si trova molto frequentemente in pieno deserto del Rajasthan. Va a caccia ugualmente nelle boscaglie spinose e L. Azzaroli afferma che, in Somalia, è stato visto molto lontano dai punti d'acqua. In Africa del Sud frequenta le pianure sabbiose, ma lo si trova in tutti gli altri ambienti naturali, tranne che nelle foreste. Sembrerebbe che in Asia il caracal sia più amante del deserto che in Africa. Lo zoologo russo Y. Sapozhenkov, che ha studiato la sua biologia nel Transcaspio, scrive che questo felide è caratteristico dei deserti e degli ambienti semi-desertici della pianura.

## Biologia

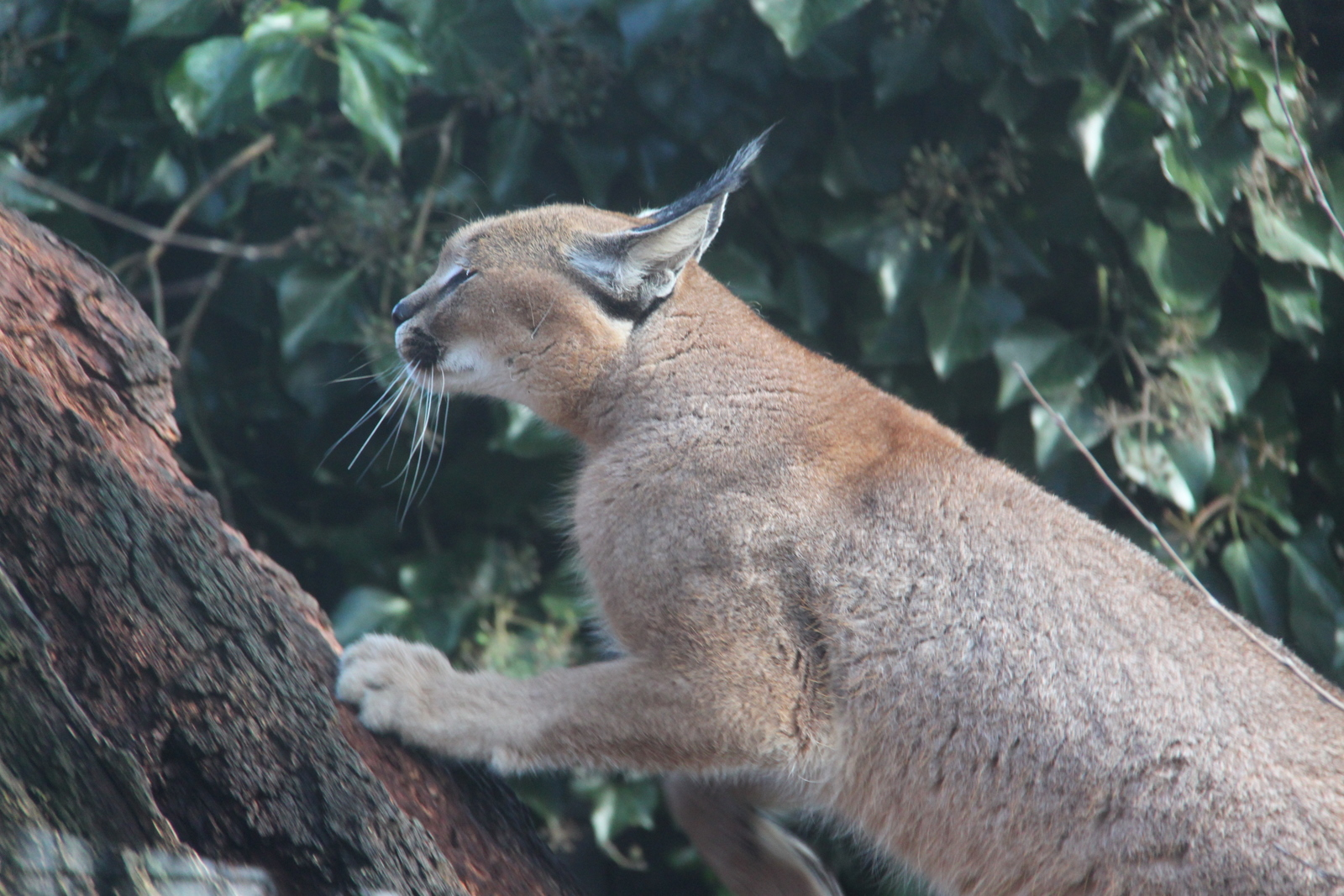

Il caracal è principalmente notturno. La sua biologia non è ancora ben conosciuta. È un felide solitario che non si accoppia che nella stagione degli amori. Di giorno si nasconde nelle tane delle volpi e del riccio. Quando il tempo è coperto il caracal a volte esce in pieno giorno per la caccia. Allora lo si può scorgere camminare trotterellando furtivamente. Gli autori sono d'accordo nel dire che esso è aggressivo. Edey (1968) afferma che è il solo felide piccolo africano che attacca l'uomo quando è disturbato nel suo riposo. Quando è inseguito dai cani, cerca rifugio su di un albero. In natura può essere ucciso da tassi del miele, leoni, licaoni, iene maculate, iene brune, ghepardi, anche se il suo peggior nemico resta il leopardo.

## Alimentazione
Tutti gli animali piccoli possono essere attaccati dal caracal. Si nutre di antilopi piccole e fa dei disastri negli ovili, quando ne ha l'occasione. Secondo H. Copley, attacca i dendroiraci, gli oribi, i dik-dik, le giovani gazzelle e gli uccelli gallinacei. R. E. Drake-Brockman pensa che i dik-dik siano le sue principali vittime in Somalia, cosa confermata da L. Azzaroli nel 1966. In effetti, due caracal uccisi dalla missione scientifica italiana contenevano resti di dik-dik di Phillips (Madoqua phillipsi) e del dik-dik di Kirk (Rhynchotragus kirki); un terzo aveva divorato degli scoiattoli terrestri (Xerus rutilus). Lo stomaco di un caracal della Tanzania conteneva un uccello, un altro una mangusta. In Africa del Sud, si nutre di lepri e di lepri saltatrici (Pedetes cafer).
Secondo G. C. Shortridge (1934) si sarebbero osservati dei caracal ammazzare delle femmine di antilopi sudafricane incinte e perfino dei giovani cudù. Stevenson-Hamilton ha segnalato un attacco di caracal su una femmina adulta di struzzo rannicchiata sul suo nido. Il felide l'ha uccisa con un morso al collo. A volte, i caracal divorano serpenti e altri rettili. Nei deserti transcaucasici essi si nutrono di lepri, di dipi e di scincidi; in India le pernici sono le sue prede preferite.
Il caracal è dotato di un fiuto senza pari nella cattura degli uccelli. Si avvicina strisciando a un raggruppamento di pernici, di francolini o di piccioni poi salta e abbatte gli uccelli di slancio a colpi di zampe. Il caracal è soddisfatto quando riesce a procurarsi uno o due, forse tre volatili, ma non di più. Non di meno resta un campione di salto in alto, capace di colpire con un colpo di zampa una pernice che vola a tre metri dal suolo.

## Riproduzione

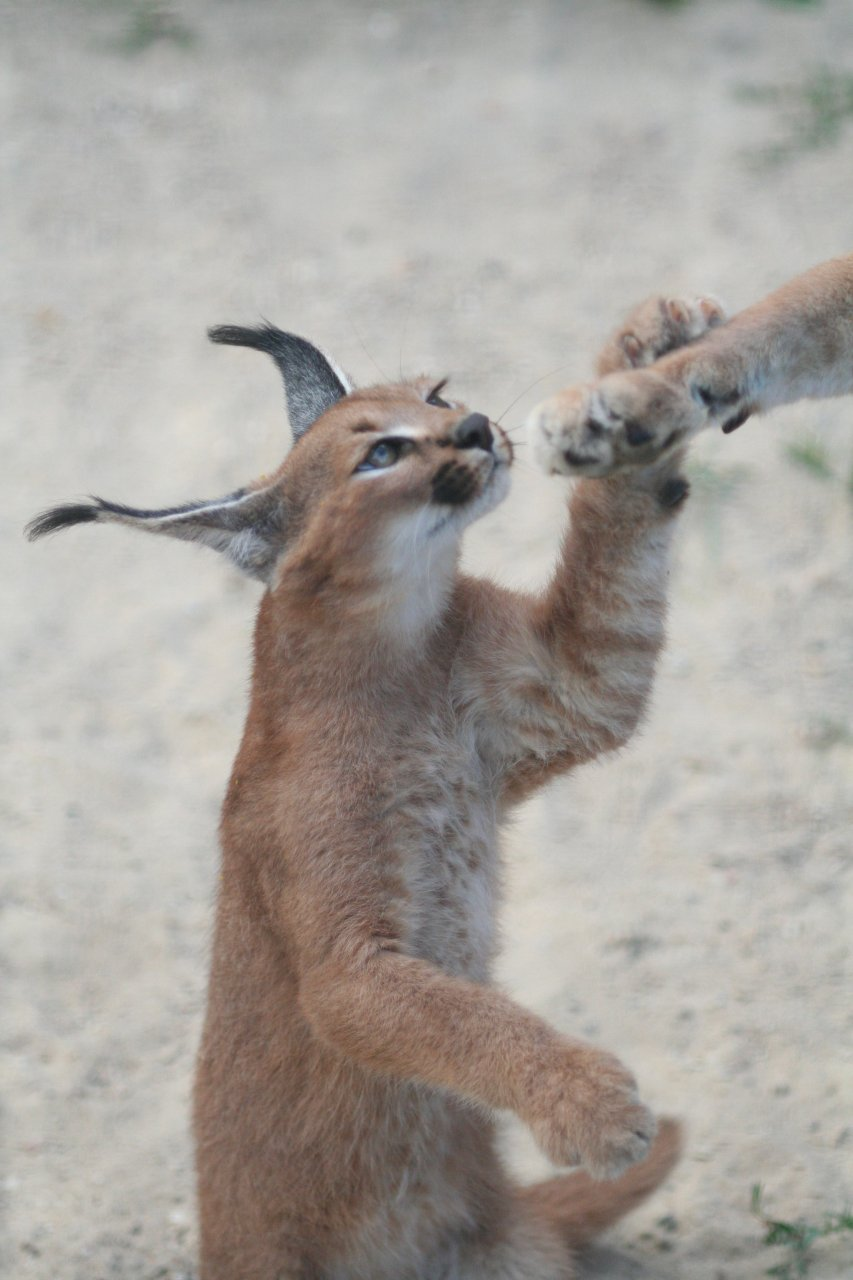
Cucciolo di caracal

Si conoscono pochi dettagli relativi alla riproduzione del caracal in natura. Secondo Roberts, la femmina dà alla luce da due a tre piccoli. In Africa del Sud è stata scoperta una figliata di cinque piccoli in un albero cavo. G. C. Shortridge segnala figliate di quattro piccoli, H. Copley scrive che il caracal alleva i suoi nati nelle tane dei facoceri e dei porcospini, oppure in mezzo agli ammassi di rocce.
Nello zoo del Bronx, S. Kralik ha osservato, dal 1964 al 1966, che le femmine facevano una specie di nido raccogliendo i peli e le penne delle loro prede. L'accoppiamento dura una decina di minuti. Dopo una gestazione di 69-78 giorni, i piccoli nascono ciechi e coperti di pelo simile a quello degli adulti, ma più scuro. Essi aprono gli occhi tra il sesto e il decimo giorno. La maturità sessuale è raggiunta verso i due anni. La longevità del caracal è considerevole. Due caracal, custoditi allo zoo di Dublino, sono morti alla rispettabile età di sedici e diciassette anni.

## Incroci
L'incrocio di caracal e servalo (due specie strettamente imparentate) produce due ibridi fertili chiamati servical e i caraval, mentre l'incrocio con un gatto abissino produce il caracat, felino domestico con una personalità selvatica, tuttavia molto spesso soggetto a gravi problemi di salute.

## Animale per la caccia
Il caracal è stato addomesticato sin dall'antichità. Gli Egizi l'hanno raffigurato negli affreschi di Beni-Hasan in alcune scene di caccia. Alcuni naturalisti affermano tuttavia che i piccoli caracal sono molto difficili se non impossibili da addomesticare; altri, invece, dicono che questi felidi diventano molto docili.
In India, si ammaestra il caracal per la caccia all'antilope cervicapra. In Iran e nell'Afghanistan lo si ammaestra a volte per la caccia agli uccelli in virtù della sua straordinaria attitudine al salto.